# Ramona (película de 1928)
Ramona es una película dramática-romántica protagonizada por Dolores del Río y Warner Baxter, y dirigida por Edwin Carewe. Fue estrenada el 20 de mayo de 1928 en Estados Unidos. Basada en la novela homónima de Helen Hunt Jackson.

## Argumento
Ramona (Dolores del Río) es una huérfana de una pareja formada por una nativa americana y un escocés que vive en el sur de California, poco después de la Intervención estadounidense en México. Ramona se enamora de Alejandro (Warner Baxter), que trabaja como esquilador en el rancho de su familia. Esta se opone al matrimonio al tratarse de un indio. Es entonces cuando Ramona se da cuenta de que su madre adoptiva nunca la ha querido y huye del rancho para vivir con Alejandro.
Alejandro y Ramona tienen un hijo y viajan por el sur de California buscando un lugar donde establecerse. Sin embargo la tribu de Alejandro es expulsada de sus tierras debido al incipiente asentamiento de colonos europeos blancos en California. Esto hace que Ramona y Alejandro pasen penas y miserias, ya que los estadounidenses que compraron su tierra también quieren quedarse con sus casas y sus herramientas agrícolas. Son expulsados de distintos sitios debido a la codicia de los estadounidenses y no pueden encontrar ningún lugar libre de la amenaza de nuevos colonos. Finalmente se trasladan hacia una zona montañosa cercana a San Bernardino. Alejandro va enloqueciendo lentamente a causa de los problemas, porque su orgullo e inocencia no le permiten soportar las constantes humillaciones. Ama a Ramona locamente y le tortura la idea de haberla arrancado de su relativo confort y estabilidad. Para culminar las desdichas la hija de ambos, "Ojos del Cielo", muere porque un doctor blanco se niega a viajar a la zona tan inhóspita donde viven para atenderla. Aunque posteriormente tienen otra hija, Alejandro se vuelve loco, insensato y olvidadizo. Un día roba el caballo de un colono blanco. El hombre le sigue y le dispara brutalmente pese a saber que no está bien de la cabeza.

## Producción
Mordaunt Hall, del New York Times encontró mucho que alabar en lo que llamó «una canción de amor india»: «Esta oferta actual es una producción extraordinariamente hermosa, inteligente y bien dirigida, con la excepción de unos pocos casos. Los efectos escénicos son encantadores. Los diferentes episodios incluyen una buena dosis de suspense y simpatía. Algunos de los personajes han sido cambiados para mejorar el valor dramático de la imagen, pero esto es perdonable». Esta fue la primera cinta de la United Artists con una puntuación sincronizada, pero no era una película hablada.

## Reparto
- Dolores del Río como Ramona
- Warner Baxter como Alejandro
- Roland Drew - Felipe
- Vera Lewis - Señora Moreno
- Michael Visaroff - Juan Canito
- John T. Prince - Padre Salvierderra
- Mathilde Comont - Marda
- Carlos Amor - Sheepherder
- Jess Cavin - Jefe de los bandidos
- Rita Carewe - Baby

## Tema musical
El tema musical fue escrito por L. Wolfe Gilbert, con música de Mabel Wayne. Ramona fue grabado en 1928 por Dolores del Río, cuya versión se mantuvo durante ocho semanas en el # 1, y superó fácilmente un millón en ventas.

## Otras versiones
- Ramona (1917) - Cortometraje de D.W. Griffith
- Ramona (1916) - Dirigida por Donald Crisp y protagonizada por Adda Gleason.
- Ramona (1936) - Dirigida por Henry King y protagonizada por Loretta Young.
- Ramona (2000), una telenovela mexicana, producida por Lucy Orozco y protagonizada por Kate del Castillo.